# مؤسسة الطاقة الذرية البريطانية

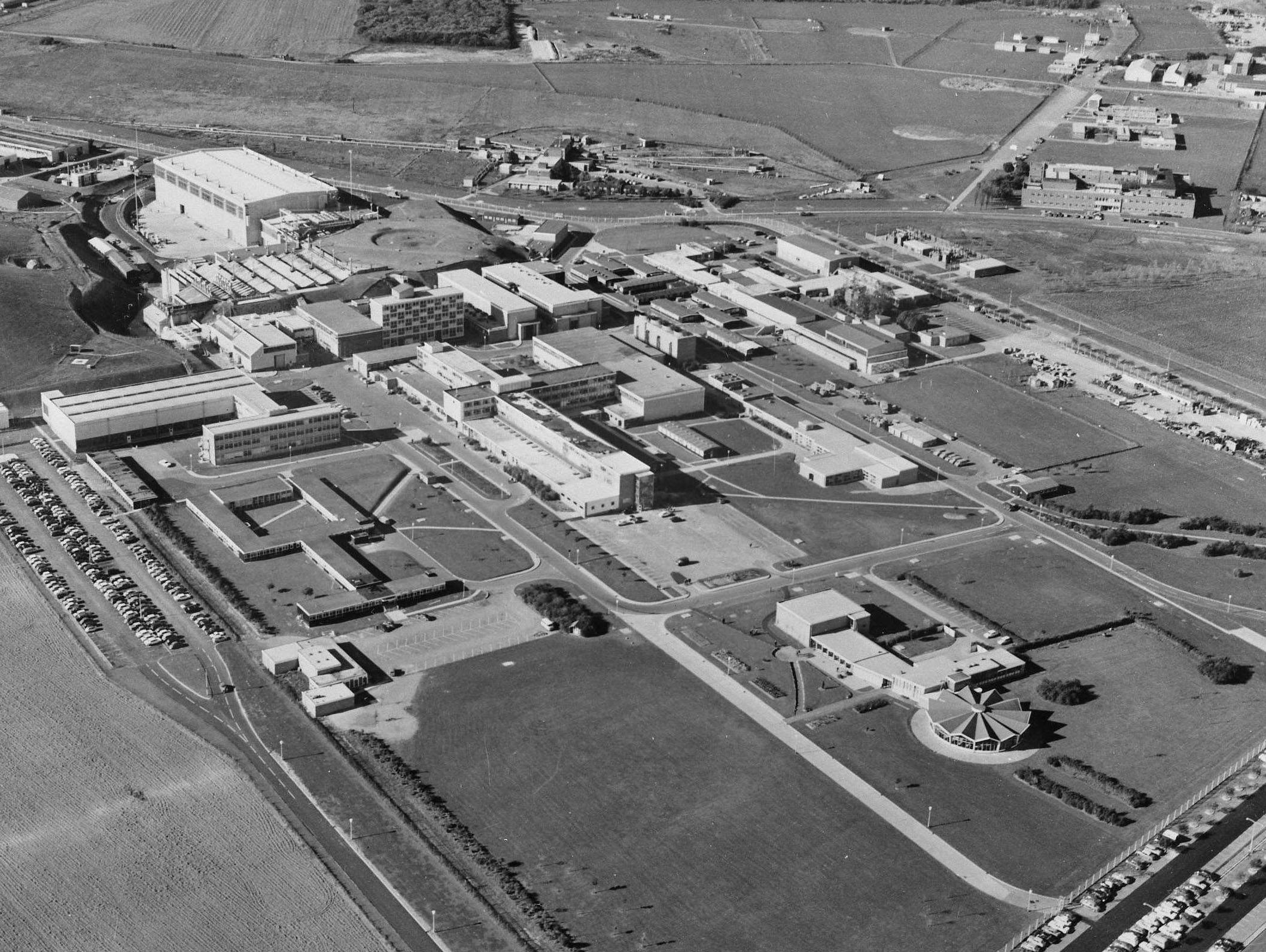
منظر جوي لمختبر رذرفورد آبلتون، أحد مراكز البحث التابعة لمؤسسة الطاقة الذرية البريطانية (1972)

كانت مؤسسة بحوث الطاقة الذرية (بالإنكليزية: Atomic Energy Research Establishment A.E.R.E.) الموجودة في «هارويل» بالمملكة المتحدة تعمل في البحوث النووية من منتصف الأربعينيات إلى 1990، حيث كانت المركز الرئيسي لأبحاث الطاقة النووية والتطوير النووي في بريطانيا العظمى.

## تاريخها
تسلم جون كوكروفت توكيله 1945 لإنشاء مختبر لاستغلال انشطار نووي في التسليح الذري وكذلك لانتاج الطاقة الكهربائية. وكانت شروط احتيار الموقع أن يكون قريبا من المياه وله شبكة طرق مناسبة تربطه بأحد الجامعات التي لها مختبر للفيزياء النووية. بهذا كان الموقع محصورا
ببين أوكسفورد أو كامبريدج. ووقع الاختيار على مطار للقوات الملكية البريطانية، حيث رؤي أن هناجر الطائرات المقامة في أرض المطار مناسبة لبناء مبنى مفاعل نووي. وعلى الرغم من أن جامعة كامبريدج القريبة كانت تحوي مختبرا كبيرا للأبحاث النووية وهي «معامل كافينديش»، فكانت القوات الجوية البريطانية ليست على استعداد للتخلي عن أحد مطاراتها خلال فترة تهديد الحرب الباردة.ولهذ وقع الاختير على هارويل، وقام السلاح الجوي البريطاني بتسليم المطار المبني هناك لهذا الغرض.

## المفاعلات الأولى
وكانت الرغبة عاربة في إنشاء مفاعل ذري وكان المفاعل الأول هو مفاعل GLEEP الذي بدأ العمل في 15 أغسطس 1947. ومفاعل «جليب» GLEEP هو ما يسمى «كومة تجريبية للجرافيت منخفضة الطاقة» وهو عبارة عن مفاعل مهدأ بالجرافيت ويستخدم الهواء في التبريد وقدرته منخفضة بقدرة 3 كيلوواط. وكان هو أول مفاعل في أوروبا وظل يعمل حتى عام 1990.
وقرر الفزيائيون والمهندسون في هارويل أن يكون لهذا المفاعل الصغير استخدام إضافي إلى جانب البحوث التي بني من أجلها، أي أن يستخدم الهواء الساخن الذي يبرد المفاعل ويوجه في أنابيب في نفق تحت الأرض إلى شبكة مياه موجودة في النفق تعمل على تدفئة المكاتب. وعن طريق مبادل حراري أمكن نقل الحرارة من الهواء الساخن الخارج من المفاعل إلى الماء الجاري في شبكة التدفئة.

ثم بني مفاعل آخر بع «جليب» وهو المفاعل بيبو BEPO اختصارا لـ British Experimental Pile 0، حيث بني على الخبرة المكتسبة من المفاعل جليب، وبدأ تشغيله في عام 1948 . أغلق مفاعل بيبو في عام 1968.
المفاعل ليدو
LIDO كان مبنيا بطريقة «مفاعل حوض السباحة»، أي مفتوح من أعلى وتحت الضغط الجوي العادي.وكان يعمل البيورانيوم المخصب. وعمل بين عامي 1956 حتى عام 1972، وكان يستخدم في دراسة مواد حواجز منع الإشعاعات وتصميماتها وكذلك استخدمت نيوتروناته في تجارب في مجال الفيزياء النووية. أنتهى عمله وفكك تماما في عام 1995، وأعيد موقعه إلى الأرضية الطبيعية التي كان عليها قبل بنائه.
كما بني مفاعلان كبيران بقدرة 26 ميجاواط، وهما مفاعل ديدو ومفاعل بلوتو اللذان كانا يستخدمان اليورانيوم المخصب مع استخدام الماء الثقيل كمهديء. وبدأ تشغيلهما في عامي 1956 و 1957 . واستخدم هذان المفاعلان في اختبار سلوك مواد البناء المختلفة تحت إشعاعت شديدة بالنيوترونات، بغرض اختيار المواد المناسبة لبناء مفاعلات قوى كبيرة. كانت المواد تعرض للإشعاعت من نيوترونات وأشعة جاما لأشهر طويلة لمحاكاة اشتغال مفاعلات للقوى طوال عمرها. وقد استخدمت المفاعلات لإنتاج عناصر مشعة يمكن بها تشغيل المفاعل بيبو. عمل المفاعلان ديدو وبلوتو حتى عام 1990، ثم أوقفا عن العمل. وأخذت منه وحدات الوقود النووي المستهلكة، والمهديء؛ كما هدمت المبانى الملحقة بالمفاعلين.
المفاعل GLEEP وهانجر الطائرات الذي احتواه أو قفا عن التشغيل في عام 2005 . ومن المخطط تفيك وهدم المفاعلات بيبو وديدو وبلوتو في عام 2020 .

## تجربة ZETA للاندماج النووي
من أهم التجارب التي أجريت في مركز البحوث في هارويل كانت تجربة «زيتا» وهي محاولة لتشغيل مفاعل يعمل بالإندماج النووي، فبينما تعمل مفاعلات اليورانيوم على إنتاج الطاقة عن طريق انشطار نويات اليورانيوم بضربها بالنيوترونات، يعمل الاندماج النووي على اإلتحام العناصر الخفيفة مثل الهيدروجين والديوتيريوم والتريتيوم مع بعضها فيتكون الهيليوم؛ وهذا التفاعل أشد كثيرا من تفاعل الانشطار اليورانيوم، حيث تصدر منه طاقة أكبر كثيرا.
كانت تلك التجربة تجربة مبكرة بغرض بناء مفاعل من هذا الطراز كبير، وبدأت التجربة في عام 1954 وأنتجت أول نتائج لها في عام 1957. وانتهت البحوث في تلك التجربة في عام 1958، عندما تبين أن تلك التجربة الصغيرة لا يمكنها أن تنتج نتائجا أكثر أهمية بالنسبة لاستغلال فكرة الاندماج النووي لانتاج الطاقة على المستوى الصناعي. فإن بناء مفاعل لإنتاج الطاقة الكهربائية بواسطة الاندماج النووي هو محاكاة للتفاعل الجاري في الشمس وتستمد الشمس منه طاقتها العظيمة، وهو أمر صعب للغاية؛ ولم يتوصل الإنسان إلى هذا المفاعل حتى الآن (2017). ولكن الجهود لا زالت مستمرة على هذا السبيل في إطار تجارب كبيرة مثل «إيتر» (ITER) وتشترك فيها دول كبيرة، مثل الولايات المتحدة والمملكة المتحدة وألمانيا وفرنسا واليابان وروسيا، في إطار تعاون مشترك، وتحققت بعض النجاحات.

## اقرأ أيضا
- المفاعل النووي الحراري التجريبي الدولي
- مفاعل ديدو
- مفاعل جليب
- مفاعل بلوتو